# Игнатовка (Башкортостан)
Игна́товка (баш. Игнатовка) — деревня в Чишминском районе Башкортостана, относится к Чишминскому сельсовету.

## География
Расстояние до:
- районного центра (Чишмы): 10 км,
- центра сельсовета (Чишмы): 9 км,
- ближайшей ж/д станции (Чишмы): 10 км.

## Население
| 2002 | 2009 | 2010 |
| ---- | ---- | ---- |
| 324  | ↗350 | ↗364 |

Национальный состав
Согласно переписи 2002 года, преобладающие национальности — башкиры (37 %), русские (29 %).